# Michela Cescon
Michela Cescon (Treviso, 14 de abril de 1971) es una actriz, comediante y modelo italiana.

## Filmografía

### Películas
- Quando la notte, de Cristina Comencini (2011)
- Romanzo di una strage (2012; Gana el Premio David de Donatello)

### Televisión
- Braccialetti rossi - serie de TV (2014-2016)

## Premios
- Premio David de Donatello
  - 2004 - Nominatio Mejor actriz protagonista para Primo amore
  - 2007 - Nomination Migliore attrice non protagonista per L'aria salata
  - 2012 - Vinto Migliore attrice non protagonista per Romanzo di una strage
  - 2017 - Best Actor para Piume
- Nastro d'argento
  - 2007 - Nomination Mejor Actriz protagonista para L'aria salata
  - 2012 - Mejor Actriz non protagonista para Romanzo di una strage
- Globo d'oro
  - 2004 - Mejor actriz per Primo amore
- Otros premios:

1995 - Premio Lina Volonghi
2001 - Premio Eleonora Duse come attrice emergente
2001 - Premio Ubu per la miglior attrice under 30
2004 - Premio della critica teatrale
2004 - Premio Flaiano come attrice rivelazione
2004 - Premio Ubu migliore attrice
2013 - Premio Le Maschere del Teatro italiano come migliore interprete di monologo per Leonilde, storia eccezionale di una donna normale